# Lee Humphrey
Lee Anthony Humphrey (ur. 26 kwietnia 1984 w  Maryville) – amerykański koszykarz, występujący na pozycji rzucającego obrońcy.
Gra na obwodzie, jest specjalistą od rzutów za trzy. Gra na pozycji nr 2 (obrońca). Wzrost: 188 cm, Waga: 89 kg. W 2003 dołączył do ligi NCCA i grał w zespole Florida basketball team w której wywalczył mistrzostwo NCCA. W sezonie 2007/2008 występował w zespole Energi Czarnych Słupsk.

## Osiągnięcia
NCAA
- Mistrz NCAA (2006, 2007)
- Zaliczony do I składu turnieju NCAA (2006, 2007)[1]